# Lasioglossum zeyanense
Lasioglossum zeyanense är en biart som beskrevs av Pesenko 1986. Lasioglossum zeyanense ingår i släktet smalbin, och familjen vägbin. Inga underarter finns listade i Catalogue of Life.